# Link Sar
Le Link Sar est un sommet situé dans la chaîne du Karakoram au Pakistan.

## Géographie
Le Link Sar se situe dans la chaîne du Karakoram au Pakistan à deux kilomètres au sud-ouest du K7.

## Histoire
En août 2014, l'Américain Kevin Mahoney et le Britannique Jonathan Griffith atteignent le sommet ouest, à 6 938 mètres, par la face nord-ouest. Le 28 juin 2015, les alpinistes britanniques Jon Griffith et Andy Houseman atteignent le sommet ouest par la même voie. Le sommet est entouré de séracs qui empêchent l'ascension.
Le 5 août 2019, le sommet est atteint par une équipe constituée de Steve Swenson, Mark Richey, Graham Zimmerman et Chris Wright depuis la face sud-est.